# Benoît-François Bernier
Benoît-François Bernier (né à Vienne le 24 avril 1720 et mort à Montlhéry le 13 mars 1801) fut officier dans l'armée de la Nouvelle-France.

## Biographie
Il acquit une réputation comme commissaire financier de guerre en Nouvelle-France.